# Sääksjärvi
För andra betydelser, se Sääksjärvi (olika betydelser).
Sääksjärvi är en sjö i den norra delen av Kumo stad, Satakunda, Västra Finlands län. Den ligger 30 km nordnordost om Björneborg. Sjön är 8 km lång och 5 km bred och är en del av Kumo älvs vattendrag. Den avrinner med 7,7 m³/s vid Sahanlahti i sydost genom älven Kauvatsanjoki till Puurijärvi och vidare genom älven Ala-Kauvatsanjoki till Kumo älv .

## Nedslagskrater

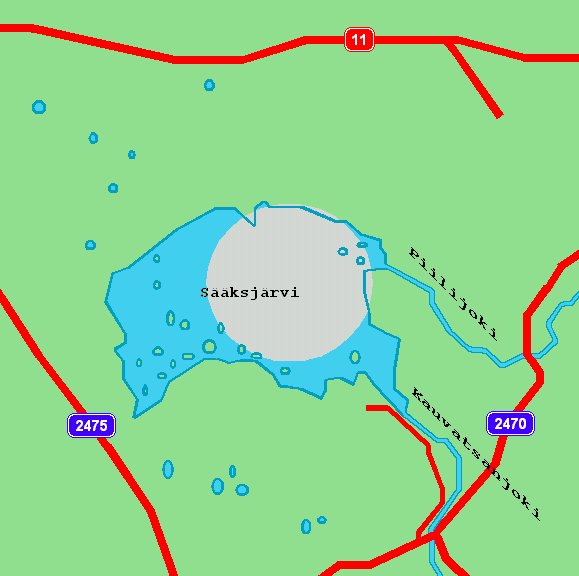
Sääksjärvi med kraterområdet i grått

Sääksjärvi är den andra identifierade nedslagskratern i Finland. Kratern har en diameter på 5 km och ligger under den mellersta och östra delen av sjön. Inget av kratern syns på marknivån men på en gravitationskarta över området syns kratern som en klar, rund formation. Åldern på nedslagskratern är 543 ±12 miljoner år .

## Vattenkvalitet
Sääksjärvi är en mesotrof sjö. I början av 1980-talet var vattenkvaliteten god men försämrades märkbart senare under årtiondet. En förhöjd halt av fosfor samt en ökande mängd algblomningar var tecken på övergödning.  Älven Piilijoki för med sig övergödd vatten från Kiikoisjärvi. Dräneringen genom täckdikning av skogsmarkerna samt de över 500 fritidsbostäderna kring sjön belastar även sjön.
En annan faktor som belastar sjön är vattennivån. Vid regleringen sjönk vattennivån mer än planerat. År 1996 beviljades tillstånd för restaureringen av sjön. År 2005 avslutades den långa rättsprocessen kring tillståndet och restaureringen kommer att genomföras åren 2006 - 2007. Piilijoki rensas och en bottendamm byggs vid Sääkskoski invid Sahanlahti. Dessa åtgärder torde innebära att strömningen på 7,7 m³/s (*) avtar och att höjden på vattennivå ökar med 20 cm. Sjön har muddrats å privat initiativ redan tidigare .
(* mellan åren 1931 och 1979 var medelströmningen 6,0-7,2 m³/s)